# 彼得·多尔夫·彼泽森
彼得·多尔夫·彼泽森（丹麥語：Peter Dorf Pedersen，1897年1月28日—1967年9月13日），丹麦男子竞技体操运动员。他曾代表丹麦获得1920年夏季奥运会体操比赛男子团体瑞典式银牌。他于1967年去世，享年70岁。